# 현대교통 (서울)
현대교통(現代交通)은 서울특별시 서대문구 모래내로 289 (홍은동)에 있는 서울특별시의 시내버스 업체이다.

## 역사

### 2004년 서울특별시 버스 개편이전
- 1957년 광주고속 시외버스 완행버스 서울 인천 고양 용인 수원 경기도 파주 일부 노선 서울 특별시 마장동 영업소 분리 독립 설립
- 1965년 11월 16일: 광주고속 서울 마장동 영업소 시절 부터 급행 좌석버스 (세브란스병원 - 마장동) 노선인가를 받아 운행 전환 개시[1]
- 1965년 11월 26일: 현대교통주식회사 이라는 이름 광주고속 시외버스 완행버스 서울 인천 고양 용인 수원 경기도 파주 일부 노선 서울 특별시 마장동 영업소 분리 독립 설립[2]
- 1985년 2월: 도시형버스 541-1번(남가좌동 ↔ 고덕동)을 서울승합에 매각했다.
- 1997년 5월: 좌석버스 70번 (남가좌동 ↔ 문정동)이 폐선되었다.

### 2004년 서울특별시 버스 개편이후
- 2004년 7월 1일: 2004년 서울특별시 버스체계개편으로 지선버스 6개 노선으로 운행하기 시작하였다.
- 2012년 8월 28일: 간선버스 708번 종점이 종로4가에서 이대부고로 단축되면서 지선버스로 전환과 동시에 노선번호도 7716번으로 변경되었다.
- 2013년 9월 26일: 지선버스 7716번이 지선버스 7611번과 7714번에 통합되었다.
- 2017년 10월 25일: 지선버스 7714번이 7019번에 통합되었다.

## 운행 노선
2024년 10월 32일 기준이다.
| 운행노선 | 운행구간       | 운행구간 | 운행구간     | 배차간격 (분) | 인가 대수 | 비고                                                                 |
| -------- | -------------- | -------- | ------------ | ------------- | --------- | -------------------------------------------------------------------- |
| 7019번   | 은평공영차고지 | ↔        | 시청(서소문) | 5~10          | 26        | 2004년 7월 1일 신설. 구 150번 노선 일부를 이용.                      |
| 7611번   | 은평공영차고지 | ↔        | 여의도       | 8~14          | 18        | 2004년 7월 1일 신설. 구 70번 노선 일부를 이용.                       |
| 7612번   | 홍연2교        | ↔        | 영등포구청역 | 4~8           | 18        | 2004년 7월 1일 신설. 구 139번 노선 일부를 이용.                      |
| 7713번   | 홍연2교        | ↔        | 신촌로터리   | 14            | 15        | 구 440번                                                             |
| 8773번   | 구산동         | ↔        | 홍대입구역   | 30~40         | 1         | 맞춤버스, 2023년 2월 1일 신설. 서부운수, 선진운수와 공동배차로 운행. |

## 이전 보유 노선

### 개편 전 노선

#### 도시형버스
- 542번: 홍은동 - 중곡동 (현재 상진운수 2012번이 일부구간 대체)

### 개편 후 노선

#### 간선버스
- ● 708번 (구 543번 단축, 구 7020번): 은평공영차고지 - 종로4가 (현재 한국비알티자동차에서 운행하는 708번과는 무관 / 2012년 8월 28일 노선 단축 및 7716번으로 변경)

#### 맞춤버스
- ● 8771번: 홍은동 - 북가좌사거리(2011년 2월 8일 7019와 통합)
- ● 8776번: 난지천공원주차장 - 난지천공원주차장 (2010년 5월 24일 폐선)<이 노선은 보광교통과 공동 배차를 한 노선이다.>

#### 지선버스
- ● 7020번 (구 543번): 홍은동 - 남대문시장 (2005년 4월 22일 708번으로 형간전환)
- ● 7714번 (구 433번): 홍은동 - 월드컵경기장
- ● 7714번 (신설노선): 은평공영차고지 ↔ 녹번역 (2017년 10월 25일 7019번에 통합)
- ● 7716번 (구 543번 단축, 7020번, 708번 단축): 은평공영차고지 ↔ 이대부고 (2013년 9월 26일에 7714번과 7611번으로 통합)(현재 서부운수에서 운행하는 7716번과는 무관)

## 본사 및 영업소
- 홍은동 본사 (7612번, 7713번)
- 수색동 영업소 (7019번, 7611번, 8773번)

## 보유 차량

#### KGM커머셜
- 에디슨모터스 E-화이버드
- KGM 스마트 110

#### 현대자동차
- 현대 그린시티
- 현대 뉴 슈퍼 에어로시티
- 현대 저상 뉴 슈퍼 에어로시티
- 현대 블루시티
- 현대 일렉시티

#### 비야디 자동차
- BYD eBus-12

## 갤러리

서울시내버스 구 708번 (폐차)
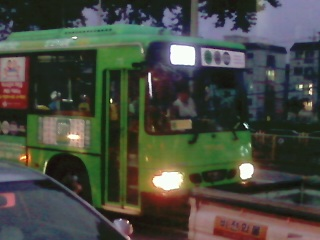
서울시내버스 구 8771번 (폐차)